# Drukarnia Świętokrzyska
Drukarnia Świętokrzyska – oficyna wydawnicza we Wrocławiu działająca w latach 1475–1483. Była to pierwsza wrocławska oficyna.

## Historia
Drukarnia została założona w 1475 roku przez Kaspra Elyana dzięki finansowej pomocy kanoników wrocławskiej kapituły świętokrzyskiej. Drukowała druki o treści religijnej i teologicznej. W sumie wytłoczyła dziewięć druków w języku łacińskim, m.in. teksty Tomasza z Akwinu, Antoniusa Florenckiego, Tractatus de sacramentis Mikołaja z Błonia, Confessionale Mateusza z Krakowa, Jana Gersona oraz jedyną pracę o tematyce świeckiej pt. Facetiarum liber z 1482 roku, autorstwa włoskiego historyka i humanisty Braccioliniego.
Druki oficyny, uznawane za pierwsze inkunabuły śląskie, miały niską jakość techniczną i tłoczone były na słabym papierze małego formatu. Pierwszym tłoczonym drukiem była Historia de transfiguratione oraz Statuta synodalia episcoporum Wratislaviensium z 9 października 1475 roku zw. „Statutami Elyana”, w którym znajdowały się statuty biskupa Konrada, księcia oleśnickiego wraz z wytłoczonymi codziennymi modlitwami: Ojcze nasz, Zdrowaś Mario, Wierzę w Boga. Modlitwy te są najstarszym zabytkiem typograficznym języka polskiego. Zachowały się dwa komplety Statutów: jeden przechowywany jest w Bibliotece Uniwersyteckiej we Wrocławiu drugi w Bibliotece Uniwersyteckiej w Pradze.
W 1482 roku Kasper Elyan wyjechał do Rzymu, a drukarnię przekazał mieszczaninowi Janowi Klugemu. Brak jest wzmianek w dokumentach archiwalnych na temat dalszych losów oficyny po 1483.